# 水戸納豆

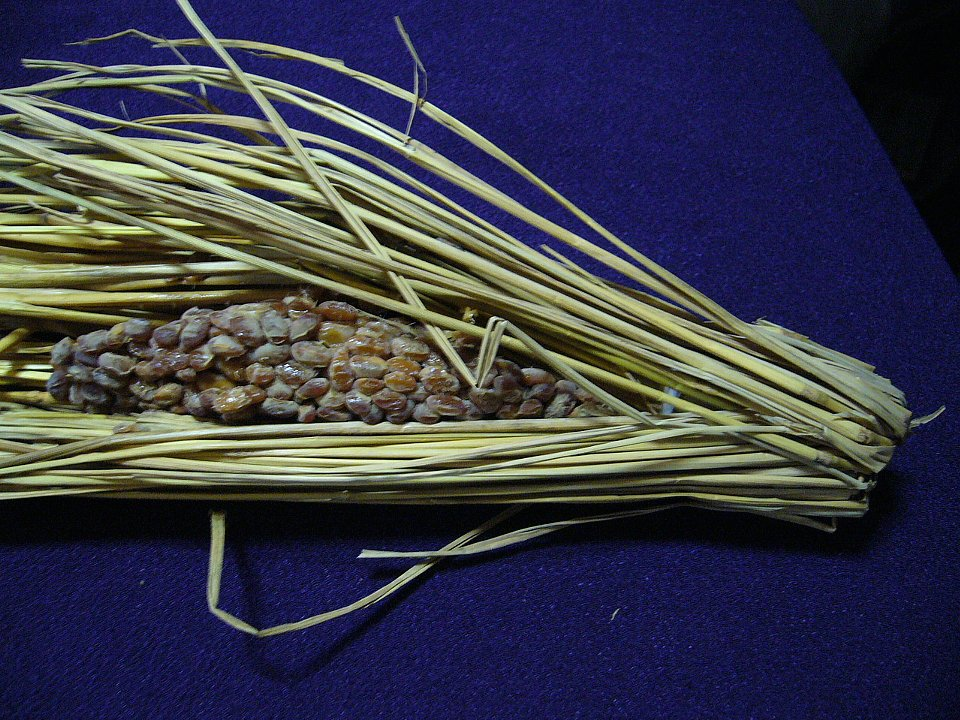
水戸納豆のわら納豆

水戸納豆（みとなっとう）は、茨城県水戸市周辺で製造される納豆のブランド。
全国で販売されている納豆の半分以上が茨城県産である。水戸納豆という用語は一般名詞として認識されており、単独語句による商標登録は実質不可能となっている。これにより、水戸市及び近隣の各納豆メーカーがこぞって水戸納豆の名称で商品を販売展開しているのが実情である。

## 特色
今日の主流である小粒大豆を使用したのが特徴である。

## 歴史

### 発祥
源義家にまつわる水戸納豆発祥の伝承がある。永保3年（1083年）、源義家は後三年の役で奥州に向かう途中、水戸（現在の水戸市渡里町）の一盛長者の屋敷に泊まると、馬の飼料である煮豆の残りが発酵して納豆ができた。ただし、この納豆の製法が偶然見出されたとする伝承は、戦場となった出羽にもある。

### 近代

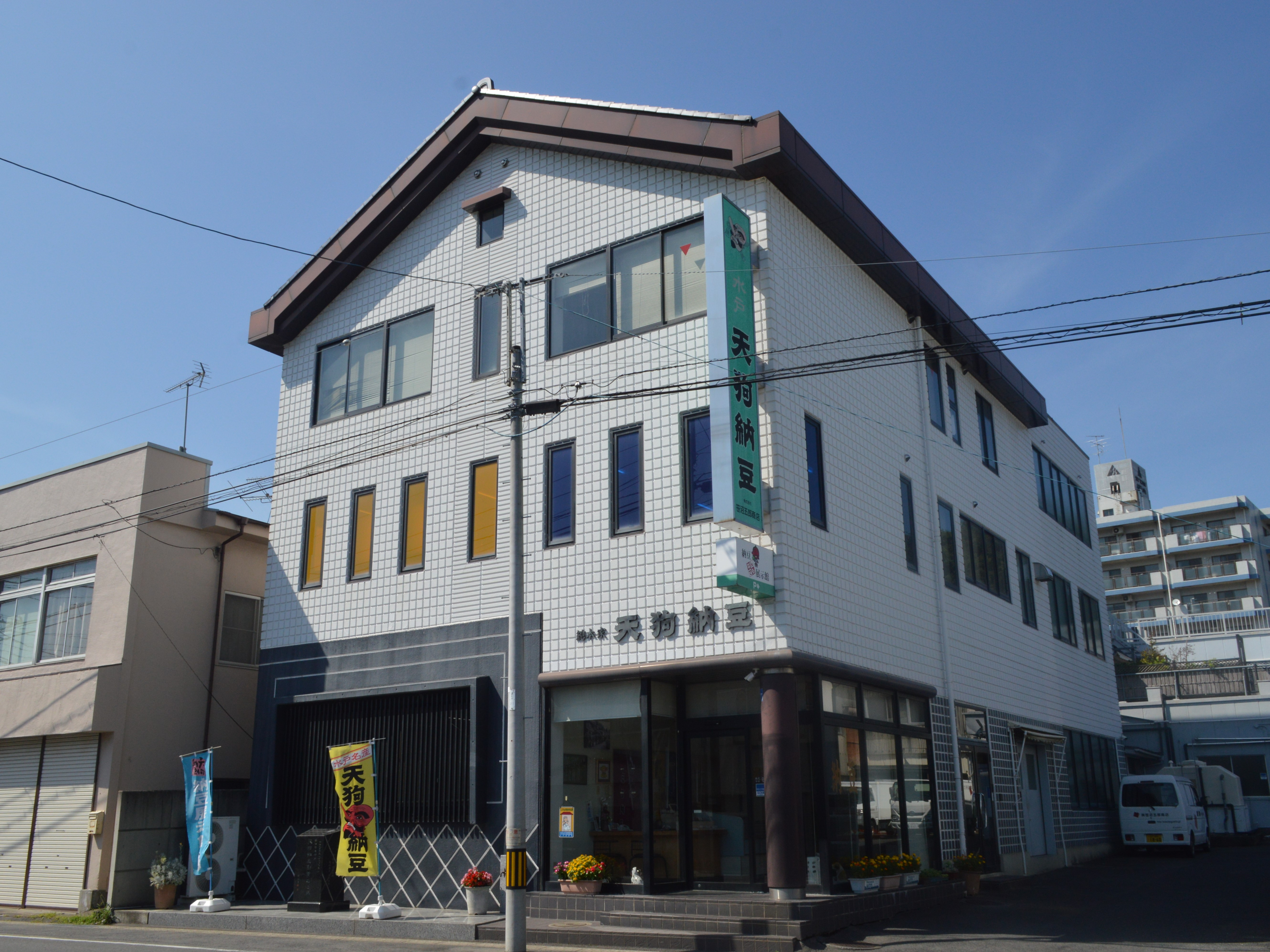
「天狗納豆総本家」を名乗る笹沼五郎商店

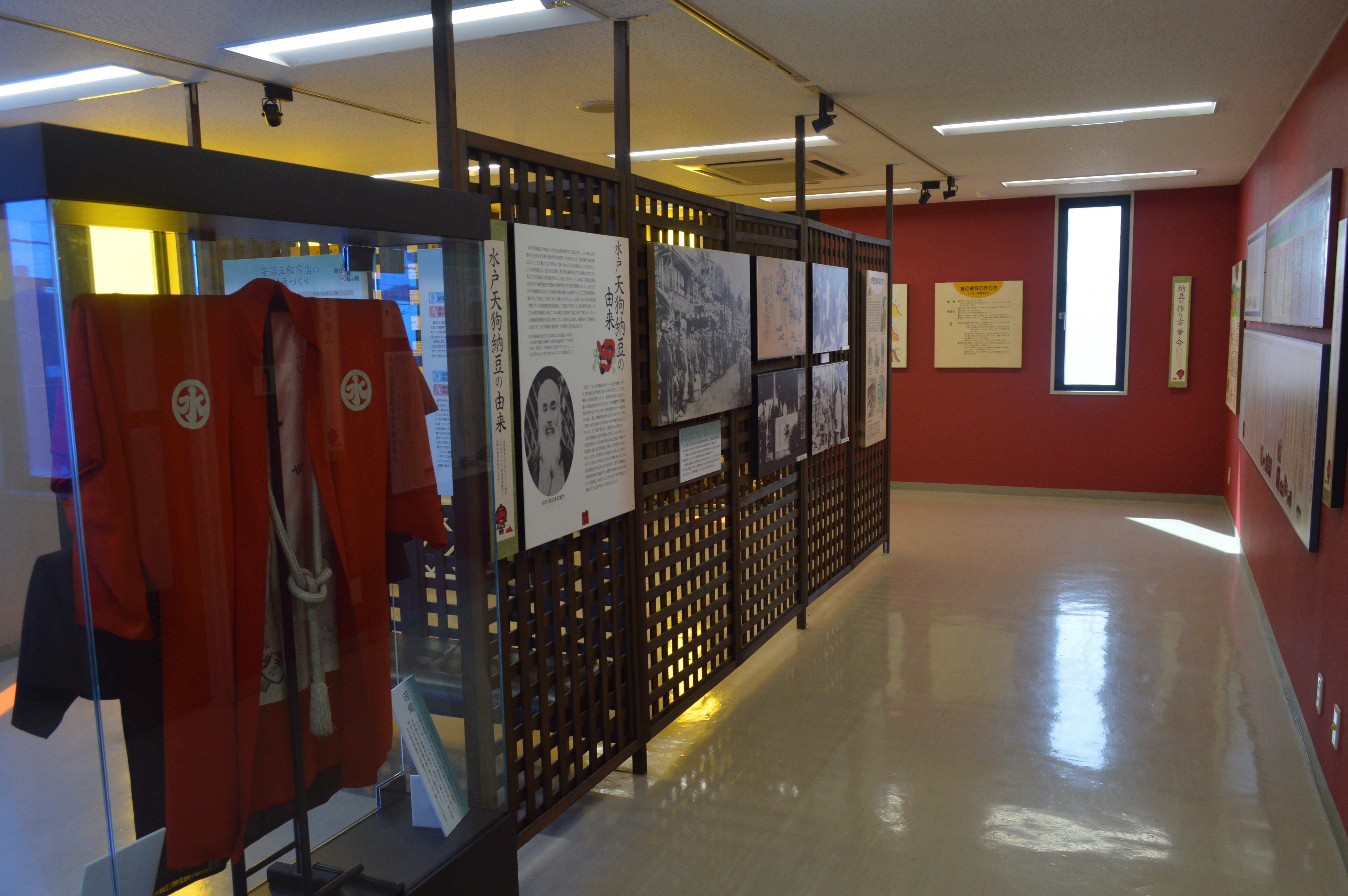
笹沼五郎商店の納豆展示館

1889年（明治22年）、水戸市柵町（現在の水戸市三の丸3丁目）において初代笹沼清左衛門が「天狗納豆」を創業した。もともと水戸周辺では農家が自家製の納豆を作って食べていたが、近代的食品工業としての製造技術を確立し、近代的マーケティングによって販路を拡大したのが「天狗納豆」である。初代笹沼清左衛門水戸駅で納豆を販売するなどし、土産物として水戸納豆の知名度が高まった。大正時代には初代笹沼清左衛門と2代目笹沼清左衛門が天狗納豆の事業を展開し、太平洋戦争後には3代目の笹沼五郎が事業を継承した。

### 現代
1956年（昭和31年）には天狗納豆が有限会社化し、有限会社笹沼五郎商店が設立された。1992年（平成4年）には改組されて株式会社笹沼五郎商店が設立された。笹沼五郎商店には納豆展示館がある。
2008年（平成20年）にはJR水戸駅のペデストリアンデッキに納豆記念碑が建立された。総務省家計調査による1世帯当たり納豆購入額では、水戸市は2016年（平成28年）を最後に首位を譲っている。このため、2022年（令和4年）6月21日、水戸市議会は7月10日を「納豆の日」とする納豆の消費拡大に関する条例を制定した。

## 企業
- 株式会社笹沼五郎商店（天狗納豆総本家） - 初代笹沼清左衛門の流れをくむ。
- 天狗納豆株式会社（水戸元祖 天狗納豆）
- 水戸納豆製造株式会社（水戸納豆）